# Distretto di Wang Sai Phun
Il distretto di Wang Sai Phun (in thailandese: วังทรายพูน) è un distretto (amphoe) della Thailandia, situato nella provincia di Phichit.